# 地踏鞴
地踏鞴（じたたら）とは、ふいごの一種である。

## 概要

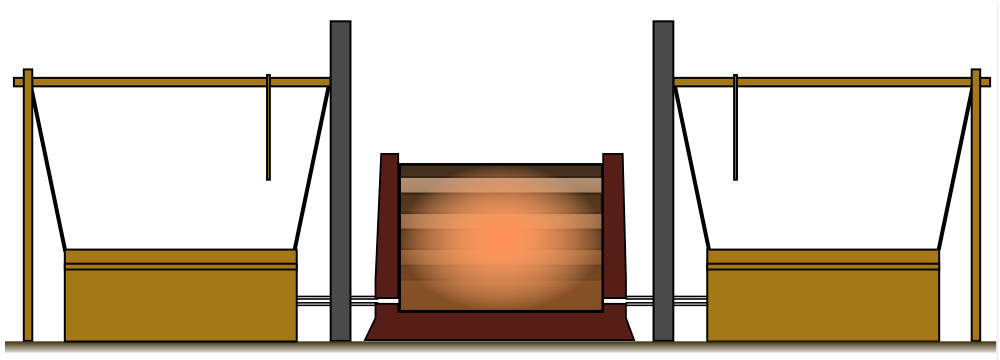
製鉄に使用された地踏鞴（想像図）

金属の精錬に使う足で踏んで空気を吹き送る大きなふいごの名称である。　

## 用語として
地踏鞴の足で踏んでいる動作が足を踏み鳴らして悔しがったり怒ったりする様子に似ていることから「地踏鞴を踏む」という用語ができ、「地団駄を踏む」に音便変化したと言われている。
ちなみに「踏鞴を踏む」は勢い余って数歩歩いてしまうことを言う。